# Rhinella alata
Espèce
Synonymes
- Bufo alatus Thominot, 1884

Statut de conservation UICN

 DD  : Données insuffisantes
Rhinella alata est une espèce d'amphibiens de la famille des Bufonidae.

## Répartition
Cette espèce est mal connue : elle a été découverte au Panama ; elle est citée dans la littérature comme présente au Nord de l'Orénoque au Venezuela et comme pouvant être présente dans le nord de la Colombie mais aucun spécimen ne correspond à celle-ci.

## Publication originale
- Thominot, 1884 : Note sur un batracien d'espèce nouvelle provenant de Panama. Bulletin de la Société Philomathique de Paris, ser. 7, vol. 8, p. 151-152 (texte intégral).